# B−L
У фізиці елементарних частинок B-L (вимовляється «бе мінус ел») — різниця баріонного і лептонного чисел. Це квантове число глобальної калібрувальної U (1) симетрії в деяких теоріях великого об'єднання, така симетрія позначається U (1) B-L. На відміну від баріонного або лептонного числа окремо, ця гіпотетична симетрія не порушується кіральною або гравітаційною аномаліями, тому ця симетрія часто вводиться в моделі. Якщо ж B-L є локальною симетрією, то вона повинна спонтанно порушуватися, щоб нейтрино змогли отримати не нульову масу.